# 红心石豆兰
紅心豆蘭（学名：Bulbophyllum rubrolabellum），又名红心石豆兰，为蘭科石豆蘭屬下的一个种，為台灣特有種。

## 扩展阅读
- 維基物種上的相關：紅心豆蘭